# IC 3244
IC 3244 је спирална галаксија у сазвјежђу Береникина коса која се налази на листи објеката дубоког неба у Индекс каталогу.
Деклинација објекта је + 14° 23' 21" а ректасцензија 12h 23m 12,3s. Привидна величина (магнитуда) објекта IC 3244 износи 14,4 а фотографска магнитуда 15,1. IC 3244 је још познат и под ознакама MCG 3-32-18, CGCG 99-33, VCC 627, KUG 1220+146, IRAS 12206+1439, PGC 40196.